# ドリフト (農薬)
農薬の使用におけるドリフトとは、散布された農薬が目的外の作物に付着してしまう現象を指す。
付着した作物にその農薬の適用登録がない場合、「無登録農薬」ということになってしまう。
北海道道東オホーツク地方では、収穫期の畑に農協が配布した「ドリフト注意」の旗が立っており、これは「この畑は収穫期なので農薬を飛散させないように」との注意喚起の意味である。
しかし、これらの旗は女満別空港のすぐ近くといった空港付近の畑にも立っており、この意味を知らない本州都市部から飛行機で降り立った者は、しばし付近の道路でドリフト走行する行為があるのかと勘違いするケースが多々ある。